# Rodesia del Sur en los Juegos Paralímpicos de Tokio 1964
Rodesia del Sur (actualmente Zimbabue) estuvo representada en los Juegos Paralímpicos de Tokio 1964 por seis deportistas, cuatro hombres y dos mujeres.

## Medallistas
El equipo paralímpico obtuvo las siguientes medallas:
| Nombre                                                | Deporte       | Evento                                        |
| ----------------------------------------------------- | ------------- | --------------------------------------------- |
| Oro                                                   |               |                                               |
| Lynnette Gilchrist                                    | Atletismo     | Jabalina B femenino                           |
| Lynnette Gilchrist                                    | Atletismo     | Maza B femenino                               |
| Margaret Harriman George Mann                         | Dartchery     | Dobles clase abierta mixto                    |
| Lynnette Gilchrist                                    | Natación      | 50 m braza incompleta clase 3 femenino        |
| Lynnette Gilchrist                                    | Natación      | 50 m libre supino incompleto clase 3 femenino |
| Lynnette Gilchrist                                    | Natación      | 50 m libre prono incompleto clase 3 femenino  |
| Leslie Manson-Bishop                                  | Natación      | 50 m libre supino completo clase 4 masculino  |
| Leslie Manson-Bishop                                  | Natación      | 50 m braza completa clase 4 masculino         |
| Margaret Harriman                                     | Tiro con arco | Ronda Albion clase abierta femenino           |
| Margaret Harriman                                     | Tiro con arco | Ronda FITA clase abierta femenino             |
| Plata                                                 |               |                                               |
| Lynnette Gilchrist                                    | Atletismo     | Disco B femenino                              |
| Lynnette Gilchrist                                    | Atletismo     | Peso B femenino                               |
| Leslie Manson-Bishop                                  | Atletismo     | Pentatlón 2 masculino                         |
| Leslie Manson-Bishop                                  | Natación      | 50 m libre prono completo clase 4 masculino   |
| Lynnette Gilchrist Leslie Manson-Bishop Keith Pienaar | Natación      | Estilos clase abierta mixto                   |
| Bronce                                                |               |                                               |
| Keith Pienaar                                         | Atletismo     | Disco B masculino                             |
| Leslie Manson-Bishop                                  | Atletismo     | Jabalina C masculino                          |